# Liste des compagnies aériennes en Asie
Voici une Liste des compagnies aériennes en Asie en exercice et toujours opérationnelles.

En raison de la taille de la liste, elle est décomposée par pays:

## Liste par pays

### Corée du Nord
- Air Koryo

## Sources et Références
- (en) Cet article est partiellement ou en totalité issu de l’article de Wikipédia en anglais intitulé « List of airlines of Asia » (voir la liste des auteurs).